# Aeródromo de La Carrera
El aeródromo de La Carrera (OACI: MSCR) es un aeródromo público salvadoreño que sirve a la ciudad de Jiquilisco en el departamento de Usulután. El aeródromo se encuentra al sur de la carretera CA-2E y a 5 kilómetros al este del centro de la ciudad de Jiquilisco.
La pista de aterrizaje del aeródromo es de césped y mide 930 metros en longitud. El aeródromo está rodeado por campos agrícolas y Hacienda La Carrera de donde proviene su nombre.